# Formel-1-Weltmeisterschaft 2000

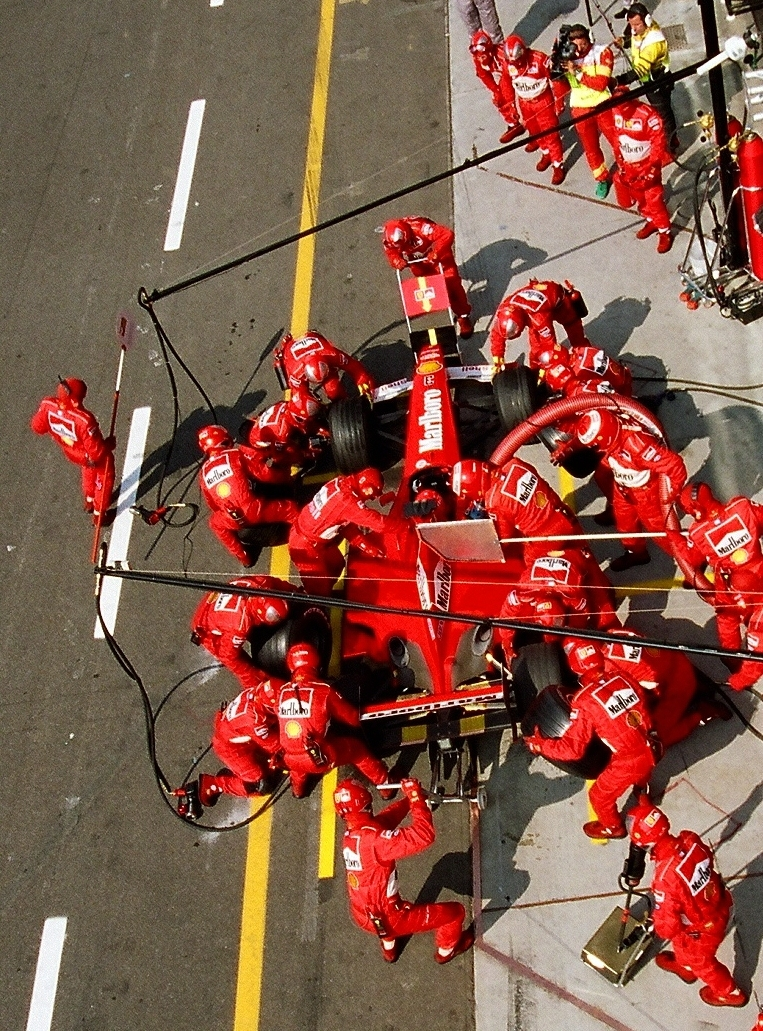
Boxenstopp von Michael Schumacher in Monza

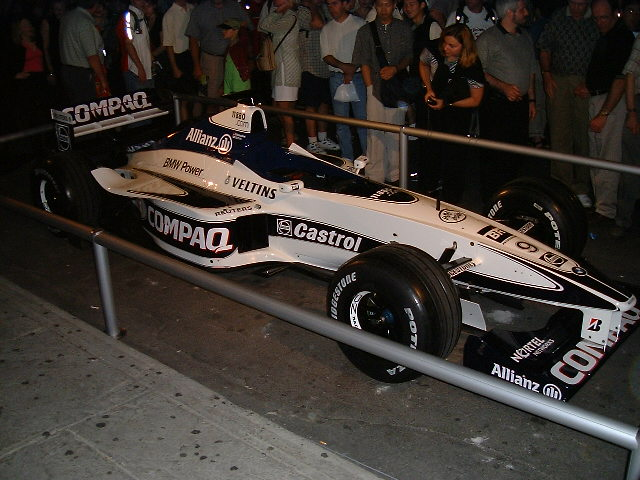
Rückkehr von BMW als Motorenlieferant: Williams FW22

Die Formel-1-Weltmeisterschaft 2000 war die 51. Saison der Formel-1-Weltmeisterschaft. Sie wurde über 17 Rennen in der Zeit vom 12. März 2000 bis zum 22. Oktober 2000 ausgetragen. Neu im Kalender war das erste Mal seit 1991 der Große Preis der USA.
Michael Schumacher gewann zum dritten Mal die Fahrer-Weltmeisterschaft. Es war sein erster Weltmeistertitel für das Ferrari-Team und der erste Fahrer-Titel, den Ferrari seit 1979 gewinnen konnte. Die Konstrukteursmeisterschaft wurde zum zweiten Mal hintereinander von Ferrari gewonnen.

## Änderungen 2000

### Technisches Reglement
Erlaubt waren nurmehr V10-Motoren mit einem Hubraum von 3.000 cm³. Da seit 1998 kein Team mehr V8-Motoren eingesetzt hatte, entsprach diese Änderung des Reglements lediglich einer Anpassung an den aktuellen Stand. Des Weiteren wurde verordnet, dass alle Formel-1-Motoren ab diesem Jahr mit Treibstoff betrieben werden müssen, der normalem Benzin, wie man es von Tankstellen kennt, weitgehend ähnelt.

### Rennstrecken
Erstmals seit 1991 gab es wieder einen Großen Preis der USA, wodurch sich die Anzahl der Saisonrennen auf 17 erhöhte. Mit dem Indianapolis Motor Speedway als Austragungsort schloss die Formel 1 dabei auch an die Tradition an, dass das Indianapolis-500-Rennen bis 1960 Teil der Formel-1-Weltmeisterschaft gewesen war. Im Unterschied zu diesem Rennen wurde allerdings die bekannte Ovalstrecke nur abschnittsweise als Teil eines neuen Formel-1-Kurses befahren.
Daneben wurde der Rennkalender an mehreren Positionen umgestellt. Am Saisonende tauschten der Große Preis von Malaysia und der Große Preis von Japan ihre Positionen – das Saisonfinale sollte nun in Sepang stattfinden. Außerdem wurden die europäischen Saisonrennen umgestellt: Der Große Preis von Großbritannien wechselte aus dem Sommer ins Frühjahr, ebenso der Große Preis von Europa auf dem Nürburgring aus dem September in den Mai. Dadurch, dass der Große Preis von Monaco wiederum am Himmelfahrtswochenende stattfand, rutschte dieses Rennen ebenfalls auf einen Termin Anfang Juni.

### Teams
Das Stewart-Team wurde nach drei Jahren, in denen dieser Rennstall exklusiver Motorenpartner von Ford gewesen war, von diesem Konzern übernommen und fortan unter dem Namen Jaguar Racing gemeldet.
In ähnlicher Weise erwarb Renault wenige Tage nach Saisonbeginn das Benetton-Team, verzichtete hier aber vorerst auf eine Umbenennung.

### Motoren
Honda kehrte als Motorenlieferant zurück und versorgte zunächst exklusiv das BAR-Team. Zuvor war der Name Honda in der Formel 1 seit 1993 lediglich durch sein Tochterunternehmen Mugen vertreten gewesen, das im Jahr 2000 letztmals das Jordan-Team ausrüstete.
Auch BMW trat erstmals seit 1987 wieder als Motorenlieferant in Erscheinung und wurde exklusiver Partner von Williams.
Nach zwei Jahren, in denen von Hart konstruierte Motoren unter dem Teamnamen gemeldet worden waren, wechselte Arrows auf Supertec-Motoren, die zuvor bei BAR und Williams gelaufen waren.
Der ursprüngliche Ford-Motor, den Minardi eigenverantwortlich weiterentwickelt hatte, wurde in diesem Jahr unter dem Namen Fondmetal gemeldet.

### Fahrer
Die wichtigsten Änderungen standen im Zusammenhang mit der Übernahme von Stewart durch Ford: Stewart-Fahrer Rubens Barrichello und Ferrari-Pilot Eddie Irvine, Vizeweltmeister im Vorjahr, tauschten dabei die Plätze.
Bei Jordan trat Jarno Trulli an die Stelle des nach der Saison 1999 zurückgetretenen Ex-Weltmeisters Damon Hill. Trullis Platz bei Prost nahm mit Nick Heidfeld der Formel-3000-Weltmeister 1999 ein. Der Wechsel des französischen Routiniers Jean Alesi, der von Sauber kam, vervollständigte die Neuaufstellung des französischen Rennstalls. Im Gegenzug erhielt Olivier Panis kein Renn-Cockpit mehr und verbrachte das Jahr 2000 als Testfahrer bei McLaren. Sauber wiederum holte für Alesi Mika Salo ins Team, der 1999 bei Ferrari für einige Rennen den verletzten Michael Schumacher ersetzt hatte.
Bei Williams verließ der im Vorjahr enttäuschende Alessandro Zanardi den Formel-1-Sport wieder und wurde durch den Debütanten Jenson Button ersetzt. Bei Arrows kehrte Jos Verstappen nach einjähriger Abwesenheit in die Formel 1 zurück. Sein Vorgänger Toranosuke Takagi erfuhr keinen erneuten Auftritt in dieser Rennserie. Auch Minardi besetzte eines der Cockpits neu und brachte für den glücklosen Luca Badoer den Paydriver Gastón Mazzacane an den Start.
Keine Änderungen gab es lediglich bei Benetton und bei BAR.
Über die Saison hinweg blieb das Fahrerfeld größtenteils homogen. Die einzige vorübergehende Umbesetzung betraf Jaguar, wo Luciano Burti beim Großen Preis von Österreich für ein Rennen Eddie Irvine ersetzte. Irvine hatte während des Freitagstrainings über Bauchschmerzen geklagt, woraufhin bei ihm eine Blinddarmentzündung diagnostiziert wurde.

## Teams und Fahrer
| Bild            | Team                           | Chassis                  | Motor                 | Reifen | Nr. | Stammfahrer           | Rennen     | Test-/ Ersatzfahrer                  |
| --------------- | ------------------------------ | ------------------------ | --------------------- | ------ | --- | --------------------- | ---------- | ------------------------------------ |
| McLaren MP4/15  | West McLaren Mercedes          | McLaren MP4/15           | Mercedes-Benz 3.0 V10 | B      | 1   | Mika Häkkinen         | 1–17       | Olivier Panis Darren Turner          |
| McLaren MP4/15  | West McLaren Mercedes          | McLaren MP4/15           | Mercedes-Benz 3.0 V10 | B      | 2   | David Coulthard       | 1–17       | Olivier Panis Darren Turner          |
| Ferrari F1-2000 | Scuderia Ferrari Marlboro      | Ferrari F1-2000          | Ferrari 3.0 V10       | B      | 3   | Michael Schumacher    | 1–17       | Luca Badoer                          |
| Ferrari F1-2000 | Scuderia Ferrari Marlboro      | Ferrari F1-2000          | Ferrari 3.0 V10       | B      | 4   | Rubens Barrichello    | 1–17       | Luca Badoer                          |
| Jordan EJ10     | Benson and Hedges Jordan       | Jordan EJ10 Jordan EJ10B | Mugen-Honda 3.0 V10   | B      | 5   | Heinz-Harald Frentzen | 1–17       | Tomáš Enge                           |
| Jordan EJ10     | Benson and Hedges Jordan       | Jordan EJ10 Jordan EJ10B | Mugen-Honda 3.0 V10   | B      | 6   | Jarno Trulli          | 1–17       | Tomáš Enge                           |
| Jaguar R1       | Jaguar Racing                  | Jaguar R1                | Ford Cosworth 3.0 V10 | B      | 7   | Eddie Irvine          | 1–9, 11–17 | Luciano Burti Dario Franchitti       |
| Jaguar R1       | Jaguar Racing                  | Jaguar R1                | Ford Cosworth 3.0 V10 | B      | 7   | Luciano Burti         | 10         | Luciano Burti Dario Franchitti       |
| Jaguar R1       | Jaguar Racing                  | Jaguar R1                | Ford Cosworth 3.0 V10 | B      | 8   | Johnny Herbert        | 1–17       | Luciano Burti Dario Franchitti       |
| Williams FW22   | BMW Williams F1 Team           | Williams FW22            | BMW 3.0 V10           | B      | 9   | Ralf Schumacher       | 1–17       | Bruno Junqueira Jörg Müller          |
| Williams FW22   | BMW Williams F1 Team           | Williams FW22            | BMW 3.0 V10           | B      | 10  | Jenson Button         | 1–17       | Bruno Junqueira Jörg Müller          |
| Benetton B200   | Mild Seven Benetton Playlife   | Benetton B200            | Playlife 3.0 V10      | B      | 11  | Giancarlo Fisichella  | 1–17       | Hidetoshi Mitsusada Antonio Pizzonia |
| Benetton B200   | Mild Seven Benetton Playlife   | Benetton B200            | Playlife 3.0 V10      | B      | 12  | Alexander Wurz        | 1–17       | Hidetoshi Mitsusada Antonio Pizzonia |
| Prost AP03      | Gauloises Prost Peugeot        | Prost AP03               | Peugeot 3.0 V10       | B      | 14  | Jean Alesi            | 1–17       | Stéphane Sarrazin                    |
| Prost AP03      | Gauloises Prost Peugeot        | Prost AP03               | Peugeot 3.0 V10       | B      | 15  | Nick Heidfeld         | 1–17       | Stéphane Sarrazin                    |
| Sauber C19      | Red Bull Sauber Petronas       | Sauber C19               | Petronas 3.0 V10      | B      | 16  | Pedro Diniz           | 1–17       | Enrique Bernoldi Kimi Räikkönen      |
| Sauber C19      | Red Bull Sauber Petronas       | Sauber C19               | Petronas 3.0 V10      | B      | 17  | Mika Salo             | 1–17       | Enrique Bernoldi Kimi Räikkönen      |
| Arrows A21      | Arrows F1 Team                 | Arrows A21               | Supertec 3.0 V10      | B      | 18  | Pedro de la Rosa      | 1–17       | Mark Webber                          |
| Arrows A21      | Arrows F1 Team                 | Arrows A21               | Supertec 3.0 V10      | B      | 19  | Jos Verstappen        | 1–17       | Mark Webber                          |
| Minardi M02     | Telefonica Minardi Fondmetal   | Minardi M02              | Fondmetal 3.0 V10     | B      | 20  | Marc Gené             | 1–17       | Fernando Alonso                      |
| Minardi M02     | Telefonica Minardi Fondmetal   | Minardi M02              | Fondmetal 3.0 V10     | B      | 21  | Gastón Mazzacane      | 1–17       | Fernando Alonso                      |
| BAR 002         | Lucky Strike Reynard BAR Honda | BAR 002                  | Honda 3.0 V10         | B      | 22  | Jacques Villeneuve    | 1–17       | Patrick Lemarié Darren Manning       |
| BAR 002         | Lucky Strike Reynard BAR Honda | BAR 002                  | Honda 3.0 V10         | B      | 23  | Ricardo Zonta         | 1–17       | Patrick Lemarié Darren Manning       |

## Rennkalender
| Nr. | Datum         | Grand Prix (Strecke)         | Distanz (km) | Sieger                             | Zweiter                                  | Dritter                                    | Pole- Position                     | Schnellste Rennrunde               | Gesamtführender Fahrer           | Gesamtführender Konstrukteur |
| --- | ------------- | ---------------------------- | ------------ | ---------------------------------- | ---------------------------------------- | ------------------------------------------ | ---------------------------------- | ---------------------------------- | -------------------------------- | ---------------------------- |
| 01  | 12. März      | Australien (Melbourne)       | 307,574      | Michael Schumacher (Ferrari)       | Rubens Barrichello (Ferrari)             | Ralf Schumacher (Williams-BMW)             | Mika Häkkinen (McLaren-Mercedes)   | Rubens Barrichello (Ferrari)       | Michael Schumacher (Ferrari)     | Ferrari                      |
| 02  | 26. März      | Brasilien (São Paulo)        | 305,939      | Michael Schumacher (Ferrari)       | Giancarlo Fisichella (Benetton-Playlife) | Heinz-Harald Frentzen (Jordan-Mugen-Honda) | Mika Häkkinen (McLaren-Mercedes)   | Michael Schumacher (Ferrari)       | Michael Schumacher (Ferrari)     | Ferrari                      |
| 03  | 9. April      | San Marino (Imola)           | 305,846      | Michael Schumacher (Ferrari)       | Mika Häkkinen (McLaren-Mercedes)         | David Coulthard (McLaren-Mercedes)         | Mika Häkkinen (McLaren-Mercedes)   | Mika Häkkinen (McLaren-Mercedes)   | Michael Schumacher (Ferrari)     | Ferrari                      |
| 04  | 23. April     | Großbritannien (Silverstone) | 308,355      | David Coulthard (McLaren-Mercedes) | Mika Häkkinen (McLaren-Mercedes)         | Michael Schumacher (Ferrari)               | Rubens Barrichello (Ferrari)       | Mika Häkkinen (McLaren-Mercedes)   | Michael Schumacher (Ferrari)     | Ferrari                      |
| 05  | 7. Mai        | Spanien (Montmeló)           | 307,323      | Mika Häkkinen (McLaren-Mercedes)   | David Coulthard (McLaren-Mercedes)       | Rubens Barrichello (Ferrari)               | Michael Schumacher (Ferrari)       | Mika Häkkinen (McLaren-Mercedes)   | Michael Schumacher (Ferrari)     | Ferrari                      |
| 06  | 21. Mai       | Europa (Nürburg)             | 305,252      | Michael Schumacher (Ferrari)       | Mika Häkkinen (McLaren-Mercedes)         | David Coulthard (McLaren-Mercedes)         | David Coulthard (McLaren-Mercedes) | Michael Schumacher (Ferrari)       | Michael Schumacher (Ferrari)     | Ferrari                      |
| 07  | 4. Juni       | Monaco (Monte Carlo)         | 262,860      | David Coulthard (McLaren-Mercedes) | Rubens Barrichello (Ferrari)             | Giancarlo Fisichella (Benetton-Playlife)   | Michael Schumacher (Ferrari)       | Mika Häkkinen (McLaren-Mercedes)   | Michael Schumacher (Ferrari)     | Ferrari                      |
| 08  | 18. Juni      | Kanada (Montréal)            | 305,049      | Michael Schumacher (Ferrari)       | Rubens Barrichello (Ferrari)             | Giancarlo Fisichella (Benetton-Playlife)   | Michael Schumacher (Ferrari)       | Mika Häkkinen (McLaren-Mercedes)   | Michael Schumacher (Ferrari)     | Ferrari                      |
| 09  | 2. Juli       | Frankreich (Magny-Cours)     | 305,886      | David Coulthard (McLaren-Mercedes) | Mika Häkkinen (McLaren-Mercedes)         | Rubens Barrichello (Ferrari)               | Michael Schumacher (Ferrari)       | David Coulthard (McLaren-Mercedes) | Michael Schumacher (Ferrari)     | Ferrari                      |
| 10  | 16. Juli      | Österreich (Spielberg)       | 306,649      | Mika Häkkinen (McLaren-Mercedes)   | David Coulthard (McLaren-Mercedes)       | Rubens Barrichello (Ferrari)               | Mika Häkkinen (McLaren-Mercedes)   | David Coulthard (McLaren-Mercedes) | Michael Schumacher (Ferrari)     | Ferrari                      |
| 11  | 30. Juli      | Deutschland (Hockenheim)     | 307,035      | Rubens Barrichello (Ferrari)       | Mika Häkkinen (McLaren-Mercedes)         | David Coulthard (McLaren-Mercedes)         | David Coulthard (McLaren-Mercedes) | Rubens Barrichello (Ferrari)       | Michael Schumacher (Ferrari)     | Ferrari                      |
| 12  | 13. August    | Ungarn (Mogyoród)            | 305,921      | Mika Häkkinen (McLaren-Mercedes)   | Michael Schumacher (Ferrari)             | David Coulthard (McLaren-Mercedes)         | Michael Schumacher (Ferrari)       | Mika Häkkinen (McLaren-Mercedes)   | Mika Häkkinen (McLaren-Mercedes) | McLaren-Mercedes             |
| 13  | 27. August    | Belgien (Spa-Francorchamps)  | 306,592      | Mika Häkkinen (McLaren-Mercedes)   | Michael Schumacher (Ferrari)             | Ralf Schumacher (Williams-BMW)             | Mika Häkkinen (McLaren-Mercedes)   | Rubens Barrichello (Ferrari)       | Mika Häkkinen (McLaren-Mercedes) | McLaren-Mercedes             |
| 14  | 10. September | Italien (Monza)              | 306,764      | Michael Schumacher (Ferrari)       | Mika Häkkinen (McLaren-Mercedes)         | Ralf Schumacher (Williams-BMW)             | Michael Schumacher (Ferrari)       | Mika Häkkinen (McLaren-Mercedes)   | Mika Häkkinen (McLaren-Mercedes) | McLaren-Mercedes             |
| 15  | 24. September | USA (Indianapolis)           | 306,016      | Michael Schumacher (Ferrari)       | Rubens Barrichello (Ferrari)             | Heinz-Harald Frentzen (Jordan-Mugen-Honda) | Michael Schumacher (Ferrari)       | David Coulthard (McLaren-Mercedes) | Michael Schumacher (Ferrari)     | Ferrari                      |
| 16  | 8. Oktober    | Japan (Suzuka)               | 310,792      | Michael Schumacher (Ferrari)       | Mika Häkkinen (McLaren-Mercedes)         | David Coulthard (McLaren-Mercedes)         | Michael Schumacher (Ferrari)       | Mika Häkkinen (McLaren-Mercedes)   | Michael Schumacher (Ferrari)     | Ferrari                      |
| 17  | 22. Oktober   | Malaysia (Sepang)            | 310,408      | Michael Schumacher (Ferrari)       | David Coulthard (McLaren-Mercedes)       | Rubens Barrichello (Ferrari)               | Michael Schumacher (Ferrari)       | Mika Häkkinen (McLaren-Mercedes)   | Michael Schumacher (Ferrari)     | Ferrari                      |

## Rennberichte

### Großer Preis von Australien
| Platz | Fahrer               | Team              | Zeit        |
| ----- | -------------------- | ----------------- | ----------- |
| 1     | Michael Schumacher   | Ferrari           | 1:34:01,987 |
| 2     | Rubens Barrichello   | Ferrari           | + 11,415    |
| 3     | Ralf Schumacher      | Williams-BMW      | + 20,009    |
| 4     | Jacques Villeneuve   | BAR-Honda         | + 44,447    |
| 5     | Giancarlo Fisichella | Benetton-Supertec | + 45,165    |
| 6     | Ricardo Zonta        | BAR-Honda         | + 46,468    |

Der Große Preis von Australien auf dem Albert Park Circuit in Melbourne fand am 12. März 2000 über 58 Runden auf insgesamt 307,574 km statt.
Die Pole-Position erreichte Mika Häkkinen vor David Coulthard und Michael Schumacher. Nachdem beide McLaren-Mercedes mit Motorschäden ausgefallen waren, Coulthard in der 11. und Häkkinen in der 18. Runde, war der Weg frei für einen Ferrari-Doppelsieg.
Gestartet waren 21 Fahrer, von denen 9 im Ziel gewertet wurden. Rubens Barrichello fuhr in 1:31,481 Minuten die schnellste Rennrunde.

### Großer Preis von Brasilien
| Platz | Fahrer                | Team               | Zeit        |
| ----- | --------------------- | ------------------ | ----------- |
| 1     | Michael Schumacher    | Ferrari            | 1:31:35,271 |
| 2     | Giancarlo Fisichella  | Benetton-Supertec  | + 39,898    |
| 3     | Heinz-Harald Frentzen | Jordan-Mugen-Honda | + 42,268    |
| 4     | Jarno Trulli          | Jordan-Mugen-Honda | + 1:12,780  |
| 5     | Ralf Schumacher       | Williams-BMW       | + 1 Runde   |
| 6     | Jenson Button         | Williams-BMW       | + 1 Runde   |

Der Große Preis von Brasilien auf der Rennstrecke Interlagos in São Paulo fand am 26. März 2000 statt und ging über eine Distanz von 71 Runden mit 304,732 km.
McLaren-Mercedes konnte zum zweiten Mal keine Punkte einfahren. Häkkinen schied mit technischem Defekt aus, Coulthard wurde nach einer technischen Überprüfung nach dem Rennen disqualifiziert.

### Großer Preis von San Marino
| Platz | Fahrer             | Team             | Zeit        |
| ----- | ------------------ | ---------------- | ----------- |
| 1     | Michael Schumacher | Ferrari          | 1:31:39,776 |
| 2     | Mika Häkkinen      | McLaren-Mercedes | + 1,168     |
| 3     | David Coulthard    | McLaren-Mercedes | + 51,008    |
| 4     | Rubens Barrichello | Ferrari          | + 1:29,276  |
| 5     | Jacques Villeneuve | BAR-Honda        | + 1 Runde   |
| 6     | Mika Salo          | Sauber-Petronas  | + 1 Runde   |

Der Große Preis von San Marino auf dem Autodromo Enzo e Dino Ferrari in Imola fand am 9. April 2000 statt und ging über eine Distanz von 62 Runden über insgesamt 305,660 km.

### Großer Preis von Großbritannien
| Platz | Fahrer             | Team               | Zeit        |
| ----- | ------------------ | ------------------ | ----------- |
| 1     | David Coulthard    | McLaren-Mercedes   | 1:28:50,108 |
| 2     | Mika Häkkinen      | McLaren-Mercedes   | + 1,477     |
| 3     | Michael Schumacher | Ferrari            | + 19,917    |
| 4     | Ralf Schumacher    | Williams-BMW       | + 41,312    |
| 5     | Jenson Button      | Williams-BMW       | + 57,759    |
| 6     | Jarno Trulli       | Jordan-Mugen-Honda | + 1:19,273  |

Der Große Preis von Großbritannien auf dem Silverstone Circuit in Silverstone fand am 23. April 2000 statt und ging über eine Distanz von 60 Runden (308,400 km).

### Großer Preis von Spanien
| Platz | Fahrer                | Team               | Zeit        |
| ----- | --------------------- | ------------------ | ----------- |
| 1     | Mika Häkkinen         | McLaren-Mercedes   | 1:33:55,390 |
| 2     | David Coulthard       | McLaren-Mercedes   | + 16,066    |
| 3     | Rubens Barrichello    | Ferrari            | + 29,112    |
| 4     | Ralf Schumacher       | Williams-BMW       | + 37,311    |
| 5     | Michael Schumacher    | Ferrari            | + 47,983    |
| 6     | Heinz-Harald Frentzen | Jordan-Mugen-Honda | + 1:21,925  |

Der Große Preis von Spanien auf dem Circuit de Catalunya in Barcelona fand am 7. Mai 2000 statt und ging über eine Distanz von 65 Runden über insgesamt 307,255 km.

### Großer Preis von Europa
| Platz | Fahrer               | Team              | Zeit        |
| ----- | -------------------- | ----------------- | ----------- |
| 1     | Michael Schumacher   | Ferrari           | 1:42:00,307 |
| 2     | Mika Häkkinen        | McLaren-Mercedes  | + 13,822    |
| 3     | David Coulthard      | McLaren-Mercedes  | + 1 Runde   |
| 4     | Rubens Barrichello   | Ferrari           | + 1 Runde   |
| 5     | Giancarlo Fisichella | Benetton-Supertec | + 1 Runde   |
| 6     | Pedro de la Rosa     | Arrows-Supertec   | + 1 Runde   |

Der Große Preis von Europa auf dem Nürburgring fand am 21. Mai 2000 statt und ging über eine Distanz von 67 Runden (305,235 km).
Häkkinen startete von Position 3 und konnte direkt die Führung vor Schumacher und Coulthard übernehmen. In Runde 10 setzte Regen ein und eine Runde später übernahm Schumacher die Führung. In Runde 30 kam es zu einer Kollision zwischen Ralf Schumacher, Jos Verstappen und Eddie Irvine. Die weiteren Ausfälle: Trulli, Frentzen, Salo, Villeneuve, Gene und Zonta, Button, Herbert und Wurz. Nick Heidfeld wurde aufgrund von Unterschreitung des Mindestgewichts von 600 kg nach dem Training disqualifiziert und durfte nicht starten.

### Großer Preis von Monaco
| Platz | Fahrer               | Team              | Zeit        |
| ----- | -------------------- | ----------------- | ----------- |
| 1     | David Coulthard      | McLaren-Mercedes  | 1:49:28,213 |
| 2     | Rubens Barrichello   | Ferrari           | + 15,889    |
| 3     | Giancarlo Fisichella | Benetton-Supertec | + 18,522    |
| 4     | Eddie Irvine         | Jaguar-Cosworth   | + 1:05,924  |
| 5     | Mika Salo            | Sauber-Petronas   | + 1:20,775  |
| 6     | Mika Häkkinen        | McLaren-Mercedes  | + 1 Runde   |

Der Große Preis von Monaco in Monte Carlo fand am 4. Juni 2000 statt und ging über eine Distanz von 78 Runden auf insgesamt 262,860 km.
Das Rennen war geprägt von zwei Startabbrüchen, das erste Mal, nachdem Alexander Wurz auf der Start-/ Ziellinie stehen geblieben war, das zweite Mal, weil es zu einem Unfall in der Loews-Kurve kam, bei dem mehrere Autos die Strecke blockierten und eine schnelle Bergung unmöglich war. Schumacher schied in der 55. Runde aufgrund einer gebrochenen Radaufhängung, welche durch einen gebrochenen Auspuff zu stark erhitzt wurde, aus. Frentzen musste sein Auto 7 Runden vor Schluss, auf einem Podestplatz liegend, wegen eines Unfalls abstellen.

### Großer Preis von Kanada
| Platz | Fahrer               | Team               | Zeit        |
| ----- | -------------------- | ------------------ | ----------- |
| 1     | Michael Schumacher   | Ferrari            | 1:41:12,313 |
| 2     | Rubens Barrichello   | Ferrari            | + 0,174     |
| 3     | Giancarlo Fisichella | Benetton-Supertec  | + 15,365    |
| 4     | Mika Häkkinen        | McLaren-Mercedes   | + 18,561    |
| 5     | Jos Verstappen       | Arrows-Supertec    | + 52,208    |
| 6     | Jarno Trulli         | Jordan-Mugen-Honda | + 1:01,687  |

Der Große Preis von Kanada auf dem Circuit Gilles-Villeneuve in Montréal fand am 18. Juni 2000 statt und ging über eine Distanz von 69 Runden über insgesamt 305,049 km.

### Großer Preis von Frankreich
| Platz | Fahrer             | Team               | Zeit        |
| ----- | ------------------ | ------------------ | ----------- |
| 1     | David Coulthard    | McLaren-Mercedes   | 1:38:05,538 |
| 2     | Mika Häkkinen      | McLaren-Mercedes   | + 14,748    |
| 3     | Rubens Barrichello | Ferrari            | + 32,409    |
| 4     | Jacques Villeneuve | BAR-Honda          | + 1:01,322  |
| 5     | Ralf Schumacher    | Williams-BMW       | + 1:03,981  |
| 6     | Jarno Trulli       | Jordan-Mugen-Honda | + 1:15,604  |

Der Große Preis von Frankreich auf dem Circuit de Nevers Magny-Cours bei Nevers fand am 2. Juli 2000 statt und ging über eine Distanz von 72 Runden (305,886 km).
Der Ausfall Michael Schumachers aufgrund von technischen Problemen war der Anfang einer Ausfallserie für den Ferrari-Piloten, der Häkkinen wieder in der WM-Wertung aufschließen ließ.

### Großer Preis von Österreich
| Platz | Fahrer             | Team             | Zeit        |
| ----- | ------------------ | ---------------- | ----------- |
| 1     | Mika Häkkinen      | McLaren-Mercedes | 1:28:15,818 |
| 2     | David Coulthard    | McLaren-Mercedes | + 12,535    |
| 3     | Rubens Barrichello | Ferrari          | + 30,795    |
| 4     | Jacques Villeneuve | BAR-Honda        | + 1 Runde   |
| 5     | Jenson Button      | Williams-BMW     | + 1 Runde   |
| 6     | Mika Salo          | Sauber-Petronas  | + 1 Runde   |

Der Große Preis von Österreich auf dem A1-Ring in Spielberg fand am 16. Juli 2000 statt und ging über eine Distanz von 71 Runden (307,146 km).
Michael Schumacher schied aufgrund einer Kollision mit Zonta, Fisichella und Trulli bereits in der ersten Runde aus. Aufgrund eines fehlenden FIA-Siegels an Mika Häkkinens Auto wurden McLaren-Mercedes nachträglich zehn Konstrukteurspunkte aberkannt.

### Großer Preis von Deutschland
| Platz | Fahrer             | Team             | Zeit        |
| ----- | ------------------ | ---------------- | ----------- |
| 1     | Rubens Barrichello | Ferrari          | 1:25:34,418 |
| 2     | Mika Häkkinen      | McLaren-Mercedes | + 7,452     |
| 3     | David Coulthard    | McLaren-Mercedes | + 21,168    |
| 4     | Jenson Button      | Williams-BMW     | + 22,685    |
| 5     | Mika Salo          | Sauber-Petronas  | + 27,112    |
| 6     | Pedro de la Rosa   | Arrows-Supertec  | + 29,080    |

Der Große Preis von Deutschland auf dem Hockenheimring in Hockenheim fand am 30. Juli 2000 statt und ging über eine Distanz von 45 Runden über insgesamt 307,125 km.
Bei diesem Regenrennen fuhr Rubens Barrichello auf Slicks zum ersten Sieg seiner Karriere. Michael Schumacher kollidierte schon in der ersten Runde mit Giancarlo Fisichella und schied aus. In der 24. Runde verschaffte sich ein Mann Zutritt zur Rennstrecke und verursachte so eine Safety-Car-Phase. Zum zweiten Mal musste das Safety Car nach einem schweren Unfall zwischen Alesi und Diniz ausrücken. Einsetzender Regen verhalf Barrichello dann, weiter nach vorne zu kommen.

### Großer Preis von Ungarn
| Platz | Fahrer                | Team               | Zeit        |
| ----- | --------------------- | ------------------ | ----------- |
| 1     | Mika Häkkinen         | McLaren-Mercedes   | 1:45:33,869 |
| 2     | Michael Schumacher    | Ferrari            | + 7,917     |
| 3     | David Coulthard       | McLaren-Mercedes   | + 8,455     |
| 4     | Rubens Barrichello    | Ferrari            | + 44,157    |
| 5     | Ralf Schumacher       | Williams-BMW       | + 50,437    |
| 6     | Heinz-Harald Frentzen | Jordan-Mugen-Honda | + 1:08,099  |

Der Große Preis von Ungarn auf dem Hungaroring in Budapest fand am 13. August 2000 statt und ging über eine Distanz von 77 Runden auf insgesamt 306,075 km.
Michael Schumacher konnte den Vorteil der Pole nicht nutzen und kämpfte bis Ende mit Coulthard um Platz zwei. Folgende Fahrer kamen nicht ins Ziel: Alesi, Heidfeld, Fisichella, Diniz, Herbert und Mazzacane.

### Großer Preis von Belgien
| Platz | Fahrer                | Team               | Zeit        |
| ----- | --------------------- | ------------------ | ----------- |
| 1     | Mika Häkkinen         | McLaren-Mercedes   | 1:28:14,494 |
| 2     | Michael Schumacher    | Ferrari            | + 1,104     |
| 3     | Ralf Schumacher       | Williams-BMW       | + 38,096    |
| 4     | David Coulthard       | McLaren-Mercedes   | + 43,281    |
| 5     | Jenson Button         | Williams-BMW       | + 49,914    |
| 6     | Heinz-Harald Frentzen | Jordan-Mugen-Honda | + 55,984    |

Der Große Preis von Belgien auf dem Rennkurs Spa-Francorchamps nahe Spa fand am 27. August 2000 statt und ging über eine Distanz von 44 Runden über 306,592 km.
Das entscheidende Überholmanöver in der Führung geschah in Runde 40. Häkkinen lag knapp hinter Michael Schumacher, als beide auf der Geraden nach Eau Rouge Ricardo Zonta überrunden wollten. Häkkinen wählte die Innenseite, während Schumacher außen an Zonta vorbeifahren wollte. Häkkinen konnte aber vor Michael Schumacher einscheren und die Führung übernehmen.

### Großer Preis von Italien
| Platz | Fahrer             | Team              | Zeit        |
| ----- | ------------------ | ----------------- | ----------- |
| 1     | Michael Schumacher | Ferrari           | 1:27:31,638 |
| 2     | Mika Häkkinen      | McLaren-Mercedes  | + 3,810     |
| 3     | Ralf Schumacher    | Williams-BMW      | + 52,432    |
| 4     | Jos Verstappen     | Arrows-Supertec   | + 59,938    |
| 5     | Alexander Wurz     | Benetton-Supertec | + 1:07,426  |
| 6     | Ricardo Zonta      | BAR-Honda         | + 1:09,293  |

Der Große Preis von Italien auf dem Autodromo Nazionale Monza in Monza fand am 10. September 2000 statt und ging über eine Distanz von 53 Runden (306,764 km).
Bei der Massenkarambolage in der ersten Runde wurde ein Streckenposten von einem umherfliegenden Rad erschlagen. Michael Schumacher gewann vor Mika Häkkinen und Ralf Schumacher.

### Großer Preis der USA
| Platz | Fahrer                | Team               | Zeit        |
| ----- | --------------------- | ------------------ | ----------- |
| 1     | Michael Schumacher    | Ferrari            | 1:36:30,883 |
| 2     | Rubens Barrichello    | Ferrari            | + 12,118    |
| 3     | Heinz-Harald Frentzen | Jordan-Mugen-Honda | + 17,368    |
| 4     | Jacques Villeneuve    | BAR-Honda          | + 17,935    |
| 5     | David Coulthard       | McLaren-Mercedes   | + 28,813    |
| 6     | Ricardo Zonta         | BAR-Honda          | + 51,694    |

Der Große Preis der USA auf dem Indianapolis Motor Speedway in Indianapolis fand am 24. September 2000 statt und ging über eine Distanz von 73 Runden (306,235 km).
Mika Häkkinen musste sein Auto in Runde 28 mit Motorschaden abstellen. Weitere Ausfälle: Trulli, Salo, Button, Verstappen, de la Rosa, Fisichella, Ralf Schumacher, Mazzacane und Alesi.

### Großer Preis von Japan
| Platz | Fahrer             | Team             | Zeit        |
| ----- | ------------------ | ---------------- | ----------- |
| 1     | Michael Schumacher | Ferrari          | 1:29:53,435 |
| 2     | Mika Häkkinen      | McLaren-Mercedes | + 1,837     |
| 3     | David Coulthard    | McLaren-Mercedes | + 1:09,914  |
| 4     | Rubens Barrichello | Ferrari          | + 1:19,190  |
| 5     | Jenson Button      | Williams-BMW     | + 1:25,694  |
| 6     | Jacques Villeneuve | BAR-Honda        | + 1 Runde   |

Der Große Preis von Japan auf dem Suzuka International Racing Course nahe Suzuka fand am 8. Oktober 2000 statt und ging über eine Distanz von 53 Runden auf insgesamt 310,596 km.
Häkkinen konnte gleich nach dem Start die Führung übernehmen. Durch geschickte Boxenhalt-Strategie konnte Schumacher seine Führung behaupten und die WM vorzeitig gewinnen.

### Großer Preis von Malaysia
| Platz | Fahrer             | Team             | Zeit        |
| ----- | ------------------ | ---------------- | ----------- |
| 1     | Michael Schumacher | Ferrari          | 1:35:54,235 |
| 2     | David Coulthard    | McLaren-Mercedes | + 0,732     |
| 3     | Rubens Barrichello | Ferrari          | + 18,444    |
| 4     | Mika Häkkinen      | McLaren-Mercedes | + 35,269    |
| 5     | Jacques Villeneuve | BAR-Honda        | + 1:10,692  |
| 6     | Eddie Irvine       | Jaguar-Cosworth  | + 1:12,568  |

Der Große Preis von Malaysia auf dem Sepang International Circuit in Kuala Lumpur fand am 22. Oktober 2000 statt und ging über eine Distanz von 56 Runden bzw. 310,408 km.
Gleich zu Beginn kam es zu einer Kollision zwischen Heidfeld, Diniz und de la Rosa, die eine Safety-Car-Phase zur Folge hatte. Häkkinen wurde mit einer 10-Sekunden-Stop-and-Go-Strafe wegen Frühstarts bestraft. Johnny Herbert schied in seinem letzten Formel-1-Rennen aufgrund eines Unfalls aus, weitere Ausfälle waren Frentzen, Button, Gene, Ralf Schumacher und Zonta.

## Weltmeisterschaftswertungen

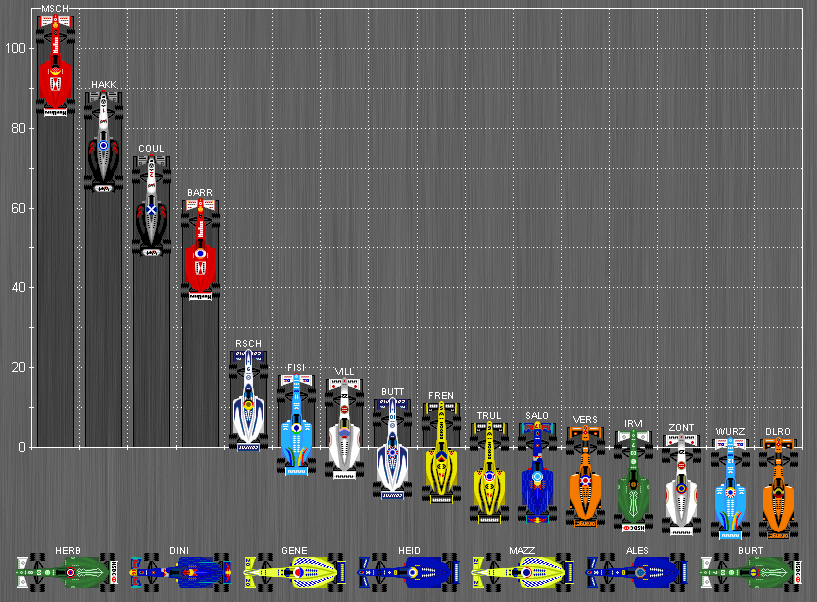
Fahrerwertung der Formel-1-Saison 2000

Weltmeister wird derjenige Fahrer bzw. Konstrukteur, der bis zum Saisonende die meisten Punkte in der Weltmeisterschaft angesammelt hat. Bei der Punkteverteilung werden die Platzierungen im Gesamtergebnis des jeweiligen Rennens aller Rennen berücksichtigt. Die sechs erstplatzierten Fahrer jedes Rennens erhalten Punkte nach folgendem Schema:
| Platz  | 1  | 2 | 3 | 4 | 5 | 6 |
| Punkte | 10 | 6 | 4 | 3 | 2 | 1 |

### Fahrerwertung
| Pos. | Fahrer         | Konstrukteur      |     |     |     |     |     |     |     |     |     |     |     |     |     |     |     |     |     | Punkte |
| 01   | M. Schumacher  | Ferrari           | 1   | 1   | 1   | 3   | 5   | 1   | DNF | 1   | DNF | DNF | DNF | 2   | 2   | 1   | 1   | 1   | 1   | 108    |
| 02   | M. Häkkinen    | McLaren-Mercedes  | DNF | DNF | 2   | 2   | 1   | 2   | 6   | 4   | 2   | 1   | 2   | 1   | 1   | 2   | DNF | 2   | 4   | 89     |
| 03   | D. Coulthard   | McLaren-Mercedes  | DNF | DSQ | 3   | 1   | 2   | 3   | 1   | 7   | 1   | 2   | 3   | 3   | 4   | DNF | 5   | 3   | 2   | 73     |
| 04   | R. Barrichello | Ferrari           | 2   | DNF | 4   | DNF | 3   | 4   | 2   | 2   | 3   | 3   | 1   | 4   | DNF | DNF | 2   | 4   | 3   | 62     |
| 05   | R. Schumacher  | Williams-BMW      | 3   | 5   | DNF | 4   | 4   | DNF | DNF | 14* | 5   | DNF | 7   | 5   | 3   | 3   | DNF | DNF | DNF | 24     |
| 06   | G. Fisichella  | Benetton-Playlife | 5   | 2   | 11  | 7   | 9   | 5   | 3   | 3   | 9   | DNF | DNF | DNF | DNF | 11  | DNF | 14  | 9   | 18     |
| 07   | J. Villeneuve  | BAR-Honda         | 4   | DNF | 5   | 16* | DNF | DNF | 7   | 15* | 4   | 4   | 8   | 12  | 7   | DNF | 4   | 6   | 5   | 17     |
| 08   | J. Button      | Williams-BMW      | DNF | 6   | DNF | 5   | 17* | 10* | DNF | 11  | 8   | 5   | 4   | 9   | 5   | DNF | DNF | 5   | DNF | 12     |
| 09   | H. Frentzen    | Jordan-Mugen      | DNF | 3   | DNF | 17* | 6   | DNF | 10* | DNF | 7   | DNF | DNF | 6   | 6   | DNF | 3   | DNF | DNF | 11     |
| 10   | J. Trulli      | Jordan-Mugen      | DNF | 4   | 15* | 6   | 12  | DNF | DNF | 6   | 6   | DNF | 9   | 7   | DNF | DNF | DNF | 13  | 12  | 6      |
| 11   | M. Salo        | Sauber-Petronas   | DSQ | DNS | 6   | 8   | 7   | DNF | 5   | DNF | 10  | 6   | 5   | 10  | 9   | 7   | DNF | 10  | 8   | 6      |
| 12   | J. Verstappen  | Arrows-Supertec   | DNF | 7   | 14  | DNF | DNF | DNF | DNF | 5   | DNF | DNF | DNF | 13  | 15  | 4   | DNF | DNF | 10  | 5      |
| 13   | E. Irvine      | Jaguar-Cosworth   | DNF | DNF | 7   | 13  | 11  | DNF | 4   | 13  | 13  | INJ | 10  | 8   | 10  | DNF | 7   | 8   | 6   | 4      |
| 14   | R. Zonta       | BAR-Honda         | 6   | 9   | 12  | DNF | 8   | DNF | DNF | 8   | DNF | DNF | DNF | 14  | 12  | 6   | 6   | 9   | DNF | 3      |
| 15   | A. Wurz        | Benetton-Playlife | 7   | DNF | 9   | 9   | 10  | 12* | DNF | 9   | DNF | 10  | DNF | 11  | 13  | 5   | 10  | DNF | 7   | 2      |
| 16   | P. de la Rosa  | Arrows-Supertec   | DNF | 8   | DNF | DNF | DNF | 6   | DNF | DNF | DNF | DNF | 6   | 16  | 16  | DNF | DNF | 12  | DNF | 2      |
| 17   | J. Herbert     | Jaguar-Cosworth   | DNF | DNF | 10  | 12  | 13  | 11* | 9   | DNF | DNF | 7   | DNF | DNF | 8   | DNF | 11  | 7   | DNF | 0      |
| 18   | P. Diniz       | Sauber-Petronas   | DNF | DNS | 8   | 11  | DNF | 7   | DNF | 10  | 11  | 9   | DNF | DNF | 11  | 8   | 8   | 11  | DNF | 0      |
| 19   | M. Gené        | Minardi-Fondmetal | 8   | DNF | DNF | 14  | 14  | DNF | DNF | 16* | 15  | 8   | DNF | 15  | 14  | 9   | 12  | DNF | DNF | 0      |
| 20   | N. Heidfeld    | Prost-Peugeot     | 9   | DNF | DNF | DNF | 16  | EX  | 8   | DNF | 12  | DNF | 12* | DNF | DNF | DNF | 9   | DNF | DNF | 0      |
| 21   | G. Mazzacane   | Minardi-Fondmetal | DNF | 10  | 13  | 15  | 15  | 8   | DNF | 12  | DNF | 12  | 11  | DNF | 17  | 10  | DNF | 15  | 13* | 0      |
| 22   | J. Alesi       | Prost-Peugeot     | DNF | DNF | DNF | 10  | DNF | 9   | DNF | DNF | 14  | DNF | DNF | DNF | DNF | 12  | DNF | DNF | 11  | 0      |
| 23   | L. Burti       | Jaguar-Cosworth   |     |     |     |     |     |     |     |     |     | 11  |     |     |     |     |     |     |     | 0      |

| Legende  | Legende            | Legende                                                          |
| Farbe    | Abkürzung          | Bedeutung                                                        |
| -------- | ------------------ | ---------------------------------------------------------------- |
| Gold     | –                  | Sieg                                                             |
| Silber   | –                  | 2. Platz                                                         |
| Bronze   | –                  | 3. Platz                                                         |
| Grün     | –                  | Platzierung in den Punkten                                       |
| Blau     | –                  | Klassifiziert außerhalb der Punkteränge                          |
| Violett  | DNF                | Rennen nicht beendet (did not finish)                            |
| Violett  | NC                 | nicht klassifiziert (not classified)                             |
| Rot      | DNQ                | nicht qualifiziert (did not qualify)                             |
| Rot      | DNPQ               | in Vorqualifikation gescheitert (did not pre-qualify)            |
| Schwarz  | DSQ                | disqualifiziert (disqualified)                                   |
| Weiß     | DNS                | nicht am Start (did not start)                                   |
| Weiß     | WD                 | zurückgezogen (withdrawn)                                        |
| Hellblau | PO                 | nur am Training teilgenommen (practiced only)                    |
| Hellblau | TD                 | Freitags-Testfahrer (test driver)                                |
| ohne     | DNP                | nicht am Training teilgenommen (did not practice)                |
| ohne     | INJ                | verletzt oder krank (injured)                                    |
| ohne     | EX                 | ausgeschlossen (excluded)                                        |
| ohne     | DNA                | nicht erschienen (did not arrive)                                |
| ohne     | C                  | Rennen abgesagt (cancelled)                                      |
| ohne     | keine WM-Teilnahme |                                                                  |
| sonstige | P/fett             | Pole-Position                                                    |
| sonstige | 1/2/3/4/5/6/7/8    | Punktplatzierung im Sprint-/Qualifikationsrennen                 |
| sonstige | SR/kursiv          | Schnellste Rennrunde                                             |
| sonstige | *                  | nicht im Ziel, aufgrund der zurückgelegten Distanz aber gewertet |
| sonstige | ()                 | Streichresultate                                                 |
| sonstige | unterstrichen      | Führender in der Gesamtwertung                                   |

### Konstrukteurswertung
| Pos. | Konstrukteur      | Nr. |     |     |     |     |     |     |     |     |     |     |     |     |     |     |     |     |     | Punkte |
| 01   | Ferrari           | 3   | 1   | 1   | 1   | 3   | 5   | 1   | DNF | 1   | DNF | DNF | DNF | 2   | 2   | 1   | 1   | 1   | 1   | 170    |
| 01   | Ferrari           | 4   | 2   | DNF | 4   | DNF | 3   | 4   | 2   | 2   | 3   | 3   | 1   | 4   | DNF | DNF | 2   | 4   | 3   | 170    |
| 02   | McLaren-Mercedes  | 1   | DNF | DNF | 2   | 2   | 1   | 2   | 6   | 4   | 2   | (1) | 2   | 1   | 1   | 2   | DNF | 2   | 4   | 152    |
| 02   | McLaren-Mercedes  | 2   | DNF | DSQ | 3   | 1   | 2   | 3   | 1   | 7   | 1   | 2   | 3   | 3   | 4   | DNF | 5   | 3   | 2   | 152    |
| 03   | Williams-BMW      | 9   | 3   | 5   | DNF | 4   | 4   | DNF | DNF | 14* | 5   | DNF | 7   | 5   | 3   | 3   | DNF | DNF | DNF | 36     |
| 03   | Williams-BMW      | 10  | DNF | 6   | DNF | 5   | 17* | 10* | DNF | 11  | 8   | 5   | 4   | 9   | 5   | DNF | DNF | 5   | DNF | 36     |
| 04   | Benetton-Playlife | 11  | 5   | 2   | 11  | 7   | 9   | 5   | 3   | 3   | 9   | DNF | DNF | DNF | DNF | 11  | DNF | 14  | 9   | 20     |
| 04   | Benetton-Playlife | 12  | 7   | DNF | 9   | 9   | 10  | 12* | DNF | 9   | DNF | 10  | DNF | 11  | 13  | 5   | 10  | DNF | 7   | 20     |
| 05   | BAR-Honda         | 22  | 4   | DNF | 5   | 16* | DNF | DNF | 7   | 15* | 4   | 4   | 8   | 12  | 7   | DNF | 4   | 6   | 5   | 20     |
| 05   | BAR-Honda         | 23  | 6   | 9   | 12  | DNF | 8   | DNF | DNF | 8   | DNF | DNF | DNF | 14  | 12  | 6   | 6   | 9   | DNF | 20     |
| 06   | Jordan-Mugen      | 5   | DNF | 3   | DNF | 17* | 6   | DNF | 10* | DNF | 7   | DNF | DNF | 6   | 6   | DNF | 3   | DNF | DNF | 17     |
| 06   | Jordan-Mugen      | 6   | DNF | 4   | 15* | 6   | 12  | DNF | DNF | 6   | 6   | DNF | 9   | 7   | DNF | DNF | DNF | 13  | 12  | 17     |
| 07   | Arrows-Supertec   | 18  | DNF | 8   | DNF | DNF | DNF | 6   | DNF | DNF | DNF | DNF | 6   | 16  | 16  | DNF | DNF | 12  | DNF | 7      |
| 07   | Arrows-Supertec   | 19  | DNF | 7   | 14  | DNF | DNF | DNF | DNF | 5   | DNF | DNF | DNF | 13  | 15  | 4   | DNF | DNF | 10  | 7      |
| 08   | Sauber-Petronas   | 16  | DNF | DNS | 8   | 11  | DNF | 7   | DNF | 10  | 11  | 9   | DNF | DNF | 11  | 8   | 8   | 11  | DNF | 6      |
| 08   | Sauber-Petronas   | 17  | DSQ | DNS | 6   | 8   | 7   | DNF | 5   | DNF | 10  | 6   | 5   | 10  | 9   | 7   | DNF | 10  | 8   | 6      |
| 09   | Jaguar-Cosworth   | 7   | DNF | DNF | 7   | 13  | 11  | DNF | 4   | 13  | 13  | 11  | 10  | 8   | 10  | DNF | 7   | 8   | 6   | 4      |
| 09   | Jaguar-Cosworth   | 8   | DNF | DNF | 10  | 12  | 13  | 11* | 9   | DNF | DNF | 7   | DNF | DNF | 8   | DNF | 11  | 7   | DNF | 4      |
| 10   | Minardi-Fondmetal | 20  | 8   | DNF | DNF | 14  | 14  | DNF | DNF | 16* | 15  | 8   | DNF | 15  | 14  | 9   | 12  | DNF | DNF | 0      |
| 10   | Minardi-Fondmetal | 21  | DNF | 10  | 13  | 15  | 15  | 8   | DNF | 12  | DNF | 12  | 11  | DNF | 17  | 10  | DNF | 15  | 13* | 0      |
| 11   | Prost-Peugeot     | 14  | DNF | DNF | DNF | 10  | DNF | 9   | DNF | DNF | 14  | DNF | DNF | DNF | DNF | 12  | DNF | DNF | 11  | 0      |
| 11   | Prost-Peugeot     | 15  | 9   | DNF | DNF | DNF | 16  | EX  | 8   | DNF | 12  | DNF | 12* | DNF | DNF | DNF | 9   | DNF | DNF | 0      |

1. ↑  Aufgrund eines fehlenden FIA-Siegels an Mika Häkkinens Auto beim Großen Preis von Österreich wurden McLaren-Mercedes nachträglich zehn Konstrukteurspunkte aberkannt.

| Legende  | Legende            | Legende                                                          |
| Farbe    | Abkürzung          | Bedeutung                                                        |
| -------- | ------------------ | ---------------------------------------------------------------- |
| Gold     | –                  | Sieg                                                             |
| Silber   | –                  | 2. Platz                                                         |
| Bronze   | –                  | 3. Platz                                                         |
| Grün     | –                  | Platzierung in den Punkten                                       |
| Blau     | –                  | Klassifiziert außerhalb der Punkteränge                          |
| Violett  | DNF                | Rennen nicht beendet (did not finish)                            |
| Violett  | NC                 | nicht klassifiziert (not classified)                             |
| Rot      | DNQ                | nicht qualifiziert (did not qualify)                             |
| Rot      | DNPQ               | in Vorqualifikation gescheitert (did not pre-qualify)            |
| Schwarz  | DSQ                | disqualifiziert (disqualified)                                   |
| Weiß     | DNS                | nicht am Start (did not start)                                   |
| Weiß     | WD                 | zurückgezogen (withdrawn)                                        |
| Hellblau | PO                 | nur am Training teilgenommen (practiced only)                    |
| Hellblau | TD                 | Freitags-Testfahrer (test driver)                                |
| ohne     | DNP                | nicht am Training teilgenommen (did not practice)                |
| ohne     | INJ                | verletzt oder krank (injured)                                    |
| ohne     | EX                 | ausgeschlossen (excluded)                                        |
| ohne     | DNA                | nicht erschienen (did not arrive)                                |
| ohne     | C                  | Rennen abgesagt (cancelled)                                      |
| ohne     | keine WM-Teilnahme |                                                                  |
| sonstige | P/fett             | Pole-Position                                                    |
| sonstige | 1/2/3/4/5/6/7/8    | Punktplatzierung im Sprint-/Qualifikationsrennen                 |
| sonstige | SR/kursiv          | Schnellste Rennrunde                                             |
| sonstige | *                  | nicht im Ziel, aufgrund der zurückgelegten Distanz aber gewertet |
| sonstige | ()                 | Streichresultate                                                 |
| sonstige | unterstrichen      | Führender in der Gesamtwertung                                   |

## Kurzmeldungen Formel 1
- Zum ersten Mal seit 1979 geht der Fahrertitel an Ferrari. Die Konstrukteurswertung kann das Team wiederholt gewinnen.
- Neun Saison-Siege von Schumacher bedeuten die Einstellung der bisherigen Bestleistung, die von Nigel Mansell (1992) und Schumacher selbst (1995) aufgestellt worden war. 108 WM-Punkte innerhalb einer Saison heimzufahren hatte bisher nur ein Pilot geschafft – Nigel Mansell (1992).
- Zum bisher einzigen Mal in der Geschichte der Formel 1 wurden alle Rennen konsequent im Zweiwochenrhythmus ausgetragen.